# 幸せづくり
『幸せづくり』（しあわせ - ）は、1999年1月4日から4月2日に、東海テレビ制作でフジテレビ系列にて放送された昼ドラマである。

## あらすじ
テレビ番組のリポーターをしている紀子は、30歳を目前に結婚に焦りを感じ、コンピューター見合いに入会する。見合いに現れた相手は、コンピューター見合いに登録している上司の身代わりとして来た、福岡で新聞記者をしている野村祐介という男だった。祐介は紀子を気に入りいきなりプロポーズし、別居結婚を提案する。紀子は混乱し、思わずOKしてしまう。

## キャスト
- 早川（野村）紀子：五十嵐いづみ
- 野村祐介：布川敏和
- 由美：白石まるみ
- 菊地：武野功雄
- 堀江篤子：ひし美ゆり子
- 京子：栗林知美
- 敏三：堀田眞三
- 早川佐江子：高橋光代
- 早川竜夫：内山森彦
- 野村元治：天田俊明
- 野村芳江：水野久美

- 律子：川津花
- 永住千夏
- 斎藤陽一郎
- 藤田さえ
- 伊沢弘
- 小原雅人
- 花村宗冶
- 工藤光一郎（工藤兄弟）
- 近江谷太朗
- 和泉ちぬ

## スタッフ
- 企画：出原弘之
- 脚本：鹿水晶子
- 演出：西本淳一、藤木靖之、白川士
- 演出補：白川士
- 制作担当：八鍬敏正
- デスク：昇一美
- プロデューサー：塚田泰浩、出原弘之
- プロデューサー補：洗秀樹、鈴木辰明
- 音楽：杉本竜一
- 選曲・効果：堀尾守央
- 美術デザイン：金子幸雄
- 美術制作：斉藤幸雄
- カメラ：中島康行
- 技術：松岡良治
- 照明：太田亘、板垣賢三
- 技術協力：東通
- 美術協力：アックス
- 制作：東海テレビ、東宝

## 主題歌
- 「ハピネス」
  - 作詞・作曲・歌：西脇唯 / 編曲：武部聡志、鳥山雄司